# 980年代
| 千纪： | 1千纪                                                                                  |
| 世纪： | 9世纪 \| 10世纪 \| 11世纪                                                              |
| 年代： | 950年代 \| 960年代 \| 970年代 \| 980年代 \| 990年代 \| 1000年代 \| 1010年代            |
| 年份： | 980年 \| 981年 \| 982年 \| 983年 \| 984年 \| 985年 \| 986年 \| 987年 \| 988年 \| 989年 |

## 大事记
- 丹麦作为一个统一的王国形成。
- 辽国和北宋之间不断爆发战争。986年北宋进行雍熙北伐。
- 法兰克王国解体。
- 基辅罗斯大公弗拉基米爾一世·斯維亞托斯拉維奇将东正教定为国教。
- 983年——辽国改名契丹。
- 983年12月25日——奥托三世在亚琛加冕为德意志国王。

## 出生
- 989年十月一日——范仲淹，宋朝文学家

## 逝世
- 983年——辽景宗，辽国皇帝
- 983年12月7日——奥托二世，神圣罗马帝国皇帝
- 986年——杨业，北宋将军
- 986年——阿耳·苏非，阿拉伯天文学家
- 987年七月七日——林默娘，后被尊为妈祖